# Shygirl
Блэйн Мьюз (англ. Blane Muise; 4 мая 1993 года, Лондон, Англия), более известна под своим сценическим псевдонимом Шайгёрл — британская рэпер, диджей, певица, автор песен, соруководитель и сооснователь звукозаписывающей компании «Nuxxe». Музыка Шайгёрл включает в себя элементы хип-хауса, индастриал хип-хопа, грайма. Также связана с музыкальной сценой гиперпопа. Шайгёрл стала известной после работы со своим близким другом Sega Bodega, а также с другими известными продюсерами и певцами, такими как Арка, SOPHIE, а также Бьорк. Привлекла внимание известных исполнителей, как Рианна, используя различные треки «Nuxxe» для рекламы и модных показов Fenty Beauty.

## Биография и карьера
Шайгёрл родилась в Южном Лондоне и выросла в районе Блэкхит. Она училась в Бристольском университете, а по выходным ездила в Лондон на вечеринки. Шайгёрл выпустила свой первый сингл «Want More», спродюсированный Sega Bodega в 2016 году. Это была первая песня, выпущенная на лейбле Nuxxe, который она основала вместе с Sega Bodega и Coucou Chloe. В 2017 году она продолжила работать с Sega Bodega над своими синглами «MSRY» и «NVR», а ранее в том же году приняла участие в его песне «CC». В мае 2018 года Шайгёрл выпустила свой дебютный EP «Cruel Practice» на лейбле Nuxxe. EP получил положительные отзывы от Pitchfork, Crack Magazine и Tiny Mix Tapes. Она участвовала в песне Арки «Watch» из альбома 2020 года KiCk i. Пара ранее сотрудничала над песней «Unconditional», все доходы от этого трека пошли на Black Lives Matter и Inquest UK. В ноябре 2020 года она выпустила свой второй EP «ALIAS» на лейбле Because Music. Этот EP был положительно воспринят Pitchfork, Vogue и NME. «ALIAS» был назван одним из лучших EP 2020 года аудио и музыкальным изданием MusicNGear.
Летом 2021 года певица возвращается с перформансом Blu и синглом BDE, записанным вместе с рэпером Slowthai. В сентябре Шайгёрл появляется на ремикс-альбоме Леди Гаги «Dawn Of Chromatica», для которого она с Mura Masa записала ремикс на песню «Sour Candy». В октябре Шайгёрл выпускает сингл «Cleo».
В январе 2022 года FKA Twigs выпускает микстейп «Caprisongs» и приглашает Шайгёрл на трек «papi bones». Весной певица отправляется в тур, где исполняет две новые песни «Firefly» и «Come For Me». На свой день рождения, 4 мая 2022 года, Шайгёрл поделилась тизером к дебютному альбому «Nymph», а 10 мая выходит Firefly в качестве лид-сингла. 6 июня 2022 года Шайгёрл выпускает сингл «Come For Me», спродюсированный Аркой и раннее предназначавшийся для её серии альбомов. 20 июля 2022 года состоялся релиз третьего сингла в поддержку дебютного альбома «Nymph» — «Coochie (a Bedtime Story)». Через почти полтора месяца, 1 сентября, был выпущен четвёртый сингл «Nike», который позже Шай исполнила на шоу COLORS. За три дня до выхода самого альбома был выпущен лид-сингл «Shlut», на который был снят NSFW-клип, доступный на ОнлиФанс артистки и показанный офлайн.
30 сентября альбом Nymph был выпущен на всех крупных стриминговых сервисах, а также стал доступен для покупки в формате виниловой пластинки, компакт-диска и аудиокассеты. В 2023 году Шайгерл рассказала о том, что выпустит deluxe-издание своего альбома, содержащее ремиксы. В записи принимали участие Бьорк, Арка, Eartheater, Tinashe, Севдализа, Эрика де Касьер, Фатима аль Куадрари и Deto Black. Предварительно были выпущены четыре сингла, а сам альбом — 14 апреля (цифровое издание) и 30 июня (версия на виниле). 28 июля вышел EP «Nymph In The Wild», в который вошли два ремикса на ранее выпущенные песни Блэйн (а именно на «Coochie (a bedtime story» и «BB»), а также лайв-версии двух треков с «Nymph_o».

## Дискография

### Мини-альбомы
| Название          | Детали                                                                                      |
| ----------------- | ------------------------------------------------------------------------------------------- |
| Cruel Practice    | - Выпущен: 25 мая 2018 - Лейбл: Nuxxe - Форматы: цифровая загрузка                          |
| Alias             | - Выпущен: 20 ноября 2020 - Лейбл: Because Music, Nuxxe - Форматы: цифровая загрузка, винил |
| Nymph In The Wild | - Выпущен: 28 июля 2023 - Лейбл: Because Music - Форматы: цифровая загрузка                 |

### Студийные альбомы
| Название | Детали |
| -------- | --- |
| Nymph    | - Дата выхода: 30 сентября 2022 - Лейбл: Because Music - Форматы: цифровая загрузка, винил, компакт-диски |

### Ремикс-альбомы
| Название | Детали                                                                                                  |
| -------- | --- |
| Nymph_o  | - Дата выхода: 14 апреля 2023 - Лейбл: Because Music - Форматы: цифровая загрузка, винил, компакт-диски |

### Синглы
| Название                                      | Альбом         | Лейбл         | Год  |
| --------------------------------------------- | -------------- | ------------- | ---- |
| «Want More»                                   | без альбома    | Nuxxe         | 2016 |
| «MSRY»                                        | MSRYNVR        | Nuxxe         | 2017 |
| «NVR»                                         | MSRYNVR        | Nuxxe         | 2017 |
| «O»                                           | Cruel Practice | Nuxxe         | 2018 |
| «Gush»                                        | Cruel Practice | Nuxxe         | 2018 |
| «Nasty»                                       | Cruel Practice | Nuxxe         | 2018 |
| «Uckers»                                      | без альбома    | Nuxxe         | 2019 |
| «BB»                                          | без альбома    | Nuxxe         | 2019 |
| «Freak»                                       | Alias          | Because Music | 2020 |
| «Slime»                                       | Alias          | Because Music | 2020 |
| «Siren»                                       | без альбома    | Because Music | 2021 |
| «BDE (feat. slowthai)»                        | без альбома    | Because Music | 2021 |
| «Cleo»                                        | без альбома    | Because Music | 2021 |
| «Firefly»                                     | Nymph          | Because Music | 2022 |
| «Come For Me»                                 | Nymph          | Because Music | 2022 |
| «Coochie (a bedtime story)»                   | Nymph          | Because Music | 2022 |
| «Nike»                                        | Nymph          | Because Music | 2022 |
| «Shlut»                                       | Nymph          | Because Music | 2022 |
| «Poison (Club Shy mix)»                       | Nymph_o        | Because Music | 2022 |
| «Heaven (feat. Tinashe)»                      | Nymph_o        | Because Music | 2023 |
| «Woe (I See It From Your Side) [Bjork Remix]» | Nymph_o        | Because Music | 2023 |
| «Playboy / Positions»                         | Nymph_o        | Because Music | 2023 |

### Как приглашённый исполнитель
| Название                                                          | Год  | Исполнитель        | Альбом                              |
| ----------------------------------------------------------------- | ---- | ------------------ | ----------------------------------- |
| «CC»                                                              | 2017 | Sega Bodega        | Ess B                               |
| «Take the L»                                                      | 2017 | Lyzza              | Powerplay                           |
| «Requiem»                                                         | 2017 | Sega Bodega        | SS (2017)                           |
| «Mellow»                                                          | 2018 | Georgia            | Seeking Thrills                     |
| «Juicy»                                                           | 2019 | Coucou Chloe       | Naughty Dog                         |
| «Origami»                                                         | 2019 | Lyam, John Glacier | N_o Caller ID                       |
| «Lick It N Split»                                                 | 2020 | Zebra Katz         | Less Is Moor                        |
| «Watch»                                                           | 2020 | Arca               | KiCk i                              |
| «Lapdance From Asia»                                              | 2021 | Cosha              | TBA                                 |
| «Sour Candy»(совместно с Blackpink) (Shygirl and Mura Masa remix) | 2021 | Lady Gaga          | Dawn of Chromatica: The Remix Album |
| «papi bones»                                                      | 2022 | FKA Twigs          | Caprisongs                          |
| «bbycakes» (совместно с PinkPantheress и Лил Узи Верт)            | 2022 | Mura Masa          | demon time                          |
| «hollaback bitch» (совместно с Channel Tres)                      | 2022 | Mura Masa          | demon time                          |
| «Ovule» (совместно с Sega Bodega)                                 | 2023 | Bjork              | —                                   |